# 福岡県道49号大野城二丈線
福岡県道49号大野城二丈線（ふくおかけんどう49ごう おおのじょうにじょうせん）は、福岡県大野城市から糸島市に至る県道（主要地方道）である。

## 概要
大野城市山田四丁目から糸島市二丈福井に至る。福岡市城南区で国道202号福岡外環状道路と重複する。

### 路線データ
- 起点：大野城市山田四丁目（山田4丁目交差点、福岡県道・大分県道112号福岡日田線交点）
- 終点：糸島市二丈福井（深江IC、国道202号二丈浜玉道路交点）

## 歴史
- 1964年（昭和39年）12月28日 - 建設省（現・国土交通省）が主要地方道大野二丈線を指定。
- 1966年（昭和41年） - 福岡県が県道42号大野二丈線を路線認定。
- 1973年（昭和48年）3月1日 - 大野二丈線の整理番号を「49」へ変更。
- 1976年（昭和51年）4月1日 - 建設省が主要県道大野二丈線を大野城二丈線として主要地方道に再指定。
- 1977年（昭和52年）4月1日 - 福岡県が県道49号大野城二丈線へ改称。
- 1993年（平成5年）5月11日 - 建設省から、主要県道大野城二丈線が大野城二丈線として主要地方道に再指定される[1]。

## 路線状況

### 重複区間
- 福岡県道602号後野福岡線（福岡市南区屋形原4丁目・やよい坂交差点 - 福岡市南区屋形原4丁目・屋形原三つ角交差点）
- 国道202号福岡外環状道路（福岡市城南区堤2丁目・堤2丁目交差点 - ・福岡市城南区南片江2丁目・南片江交差点）
- 福岡県道558号内野次郎丸弥生線（福岡市早良区田村1丁目・田交差点 - 福岡市早良区田村7丁目・貞島交差点）
- 福岡県道564号雷山前原線（糸島市三坂、416 m[2]）
- 国道202号（糸島市二丈深江7丁目・二丈支所入口交差点 - 糸島市二丈深江5丁目・深江インター交差点）

### 道路施設

#### 橋梁
- 警弥郷橋（那珂川町、福岡市南区）
- 柏原橋（樋井川、福岡市南区）
- 野芥天神橋（油山川、福岡市早良区）
- 乙石橋（日向川、福岡市西区）
- 長瀬橋（汐井川、糸島市）
- 坂本橋（汐井川、糸島市）
- 岩渕橋（川原川、糸島市）
- 分田橋（分田川、糸島市）
- 高江橋（赤崎川、糸島市）
- 立角橋（瑞梅寺川、糸島市）
- 小西橋（一貫山川、糸島市）
- 柳川橋（柳川、糸島市、国道202号重複区間内）

## 地理

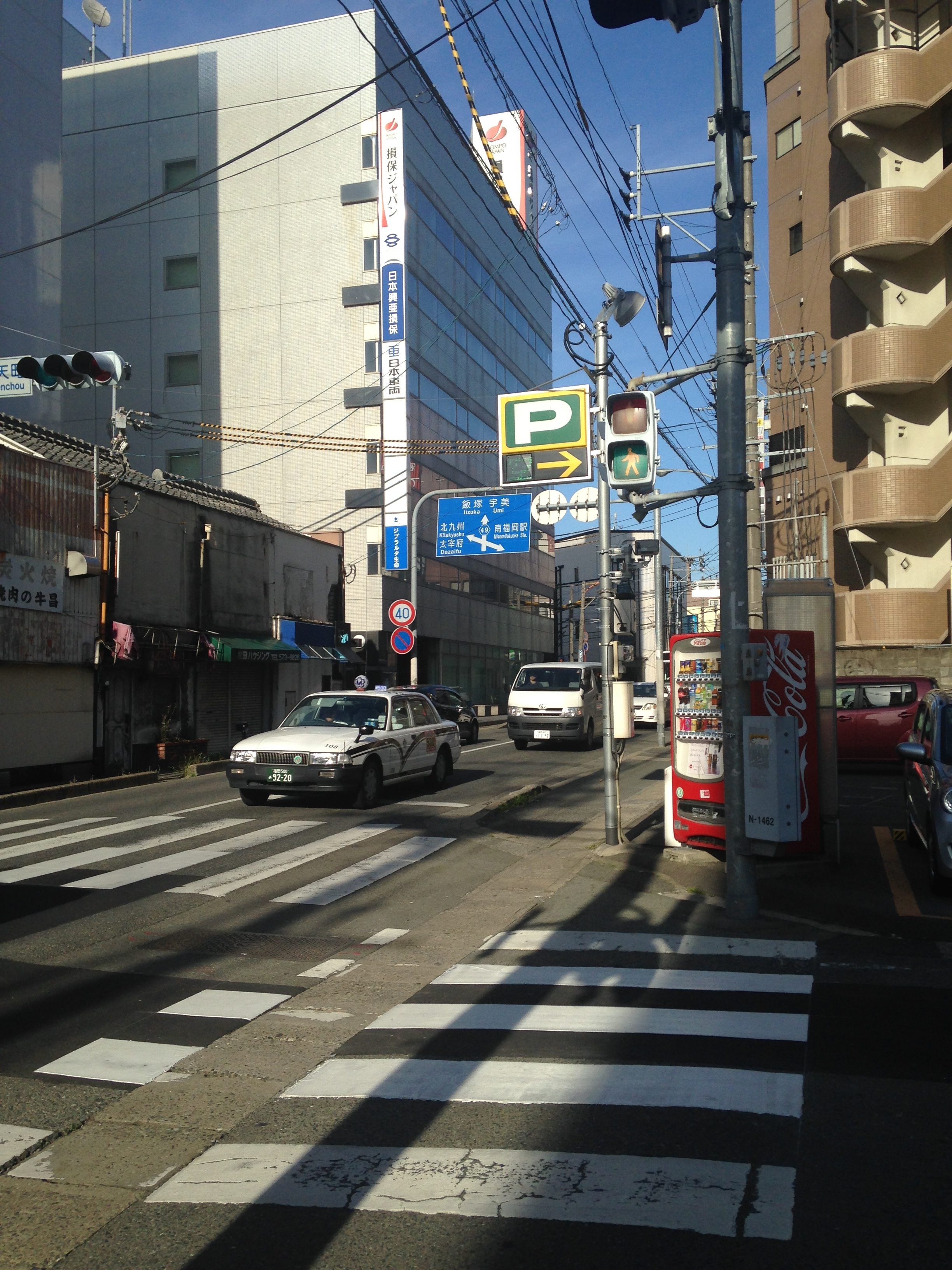
沿線の様子（福岡市博多区）

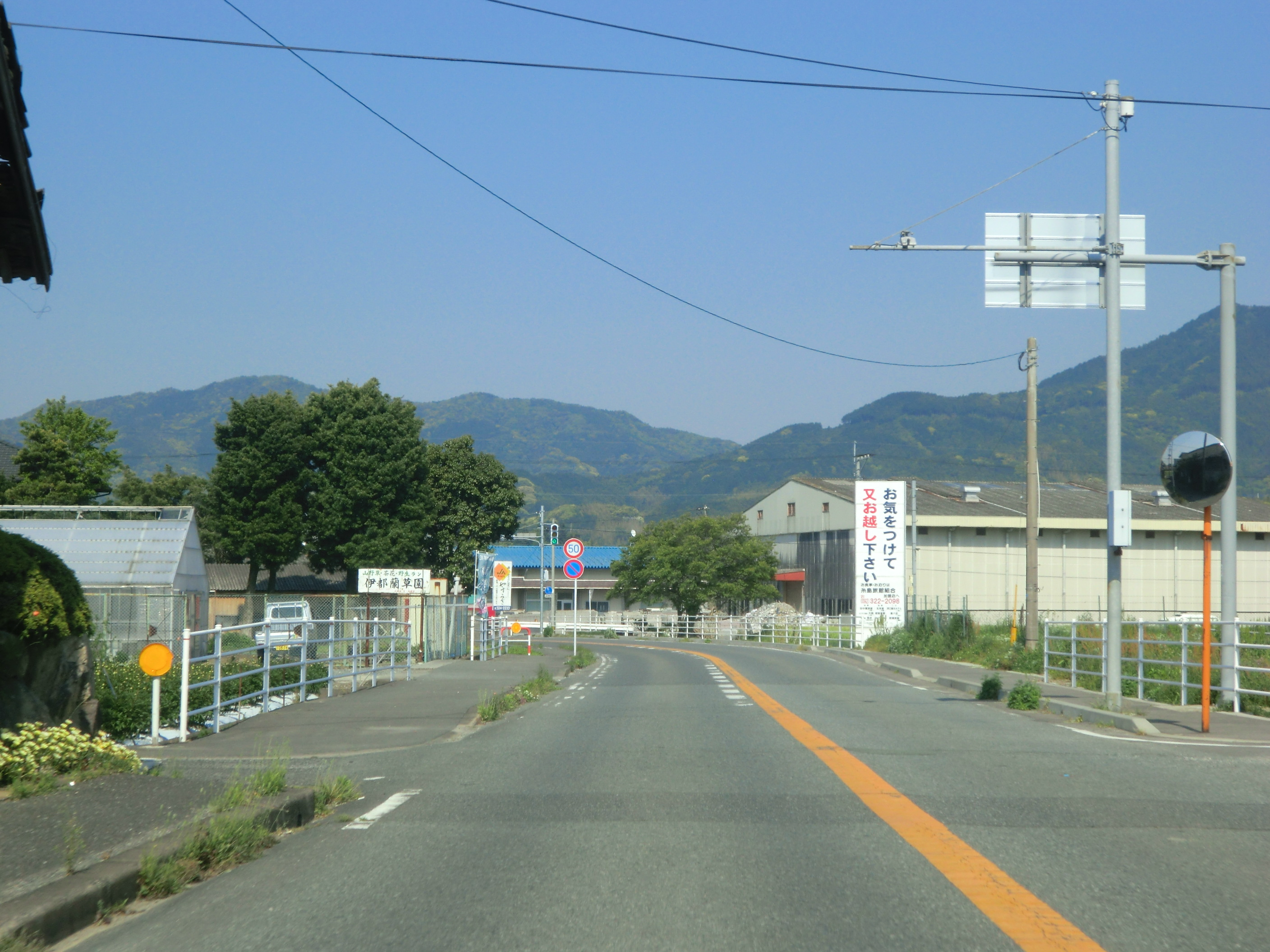
沿線の様子（糸島市）

### 通過する自治体
- 大野城市
- 福岡市（博多区）
- 春日市
- 福岡市（南区 - 城南区 - 早良区 - 西区）
- 糸島市

### 交差する道路
| 交差する道路                               | 市町村名 | 市町村名 | 交差する場所  | 交差する場所           |
| ------------------------------------------ | -------- | -------- | ------------- | ---------------------- |
| 福岡県道・大分県道112号福岡日田線          | 大野城市 | 大野城市 | 山田四丁目    | 山田4丁目交差点 / 起点 |
| 福岡県道56号福岡早良大野城線               | 福岡市   | 博多区   | 春町2丁目     | 春町交差点             |
| 福岡県道518号南福岡停車場線                | 福岡市   | 博多区   | 銀天町2丁目   |                        |
| 筑紫通り                                   | 福岡市   | 博多区   | 銀天町1丁目   | NTT前交差点            |
| 福岡県道31号福岡筑紫野線                   | 春日市   | 春日市   | 岡本1丁目     | 岡本交差点             |
| 福岡県道505号板付牛頸筑紫野線              | 春日市   | 春日市   | 須玖北5丁目   | 須玖交差点             |
| 福岡県道575号山田中原福岡線                | 福岡市   | 南区     | 曰佐4丁目     | 柳瀬交差点             |
| 国道385号                                  | 福岡市   | 南区     | 老司1丁目     | 老司四つ角交差点       |
| 福岡県道602号後野福岡線 重複区間起点       | 福岡市   | 南区     | 屋形原4丁目   | やよい坂交差点         |
| 福岡県道602号後野福岡線 重複区間終点       | 福岡市   | 南区     | 屋形原4丁目   | 屋形原三つ角交差点     |
| 福岡県道555号桧原比恵線                    | 福岡市   | 南区     | 桧原3丁目     | 桧原三つ角交差点       |
| 国道202号 / 福岡外環状道路 重複区間起点    | 福岡市   | 城南区   | 堤2丁目       | 堤2丁目交差点          |
| 福岡県道557号東油山唐人線 / 油山観光道路   | 福岡市   | 城南区   | 堤2丁目       | 堤交差点               |
| 福岡高速5号線                              | 福岡市   | 城南区   | 堤2丁目       | 505/506 堤出入口       |
| 国道202号 / 福岡外環状道路 重複区間終点    | 福岡市   | 城南区   | 南片江2丁目   | 南片江交差点           |
| 国道202号 / 福岡外環状道路                 | 福岡市   | 城南区   | 片江5丁目     | 西片江交差点           |
| 城南学園通り                               | 福岡市   | 城南区   | 七隈8丁目     | 福大病院東口交差点     |
| 国道263号                                  | 福岡市   | 早良区   | 野芥1丁目     | 野芥交差点             |
| 福岡県道558号内野次郎丸弥生線 重複区間起点 | 福岡市   | 早良区   | 田村1丁目     | 田交差点               |
| 福岡県道558号内野次郎丸弥生線 重複区間終点 | 福岡市   | 早良区   | 田村7丁目     | 貞島交差点             |
| 福岡県道560号都地姪浜線                    | 福岡市   | 西区     | 大字金武      |                        |
| 福岡県道56号福岡早良大野城線               | 糸島市   | 糸島市   | 末永          | 末永交差点             |
| 福岡県道563号瑞梅寺池田線                  | 糸島市   | 糸島市   | 井原          | 井原交差点             |
| 福岡県道564号雷山前原線 重複区間起点       | 糸島市   | 糸島市   | 三坂          |                        |
| 福岡県道564号雷山前原線 重複区間終点       | 糸島市   | 糸島市   | 三坂          | 三坂交差点             |
| 福岡県道・佐賀県道12号前原富士線           | 糸島市   | 糸島市   | 川付          | 八反田交差点           |
| 福岡県道572号波呂神在線                    | 糸島市   | 糸島市   | 二丈波呂      | 波呂交差点             |
| 国道497号 E35 西九州自動車道 / 今宿道路    | 糸島市   | 糸島市   | 二丈深江      | 上深江交差点           |
| 国道202号 重複区間起点                     | 糸島市   | 糸島市   | 二丈深江7丁目 | 二丈支所入口交差点     |
| 国道202号 重複区間終点                     | 糸島市   | 糸島市   | 二丈深江5丁目 | 深江インター交差点     |
| 国道202号 / 二丈浜玉道路                   | 糸島市   | 糸島市   | 二丈福井      | 二丈IC / 終点          |

### 交差する鉄道
- 西鉄天神大牟田線
- 鹿児島本線
- 九州新幹線
- 筑肥線

### 沿線
- 西鉄天神大牟田線 桜並木駅
- JR九州鹿児島本線 南福岡駅
- 春日市立春日北小学校
- 福岡市立曰佐中学校
- 南警察署
  - 警弥郷交番
  - 屋形原交番
  - 花畑交番
- 福岡市立老司小学校
- 福岡市立花畑小学校
- 福岡市立堤小学校
- 福岡大学
- 福岡市立田隈小学校
- 福岡市立田村小学校
- 福岡市立金武小学校
- 糸島警察署 長糸駐在所
- 糸島市立長糸小学校
- 糸島市立二丈中学校

### 沿線ガイド

#### 大野城市・福岡市博多区
起点の山田4丁目交差点は福岡市との市境近くにある。すぐに福岡市に入り、西鉄天神大牟田線の高架下を通る。さらにその先鹿児島本線を踏切で横切り雑餉隈の市街地を抜け、春日市に入る。

#### 春日市
市域北部を西進する。福岡駐屯地の北側を通り、福岡県道31号福岡筑紫野線との交差点である岡本交差点の南側には奴国の丘歴史公園、熊野神社がある。

#### 福岡市南区
春日市を抜けて再び福岡市に入る。南区内では区域の南側を西進し、当路線の少し北側を都市高速5号線・国道202号福岡外環状道路が並行している。九州新幹線の高架橋の下を通り那珂川を越え、やや起伏のある場所を進む。西鉄バス桧原自動車営業所の前を通り、桧原五丁目交差点で右折して北西に向きを変え、福岡市城南区に入る。

#### 福岡市城南区
区域の中央部をカーブしながら概ね東西に延びる。堤二丁目交差点から南片江交差点の間は福岡外環状道路と重複し、都市高速5号線の真下を通る。それ以外の城南区内全域でも都市高速5号線・福岡外環状道路と並行している。
南片江交差点で福岡外環状道路と分かれ、福岡大学と福岡大学病院の南側を通り、早良区との区境を西進して福岡市早良区に入る。

#### 福岡市早良区
区域の中央よりやや北側を西進する。福岡歯科大学の南側を通り、区西端に近い田交差点で左折して南に進行方向を変え、1 kmほど福岡県道558号内野次郎丸弥生線との重複区間を進む。貞島交差点で再び西に進行方向を変えて福岡県道558号内野次郎丸弥生線と分かれ、室見川を渡り、西区に入る。

#### 福岡市西区
区域の南部を西進し、周辺はそれまでの住宅地から田畑の中に民家が散在する農村の風景に一変する。区域の中間部を過ぎると周辺に民家がなくなり、急勾配や急カーブが続く日向峠を越え、糸島市に入る。

#### 糸島市
市域の南部を西進する。日向峠を抜けたあと、山や田畑が広がる中を通る。市役所二丈支所の前を通り、筑肥線を踏切で越えて二丈支所入口交差点で左折し、国道202号を通る。深江インター交差点で国道202号と分かれて右折し、カーブして南に向きを変え国道202号と筑肥線をまたぎ越し、国道202号今宿バイパスと接続し終点となる。

### 峠
- 日向峠（福岡市西区 - 糸島市）